# Bitter Virgin
Bitter Virgin (ビターバージン, Bitābājin) est un seinen manga de Kei Kusunoki, prépublié dans le magazine Young Gangan et publié par l'éditeur Square Enix en quatre volumes reliés sortis entre avril 2006 et juin 2008. La version française est éditée par Ki-oon en quatre tomes sortis entre novembre 2009 et août 2010.

## Synopsis
Daisuke Suwa est un séduisant lycéen qui passe ses journées à séduire les filles qui l'entourent. À l'opposé se trouve Hinako Aikawa, une belle jeune fille de nature calme et réservée, terrifiée du moindre contact avec le genre masculin.
Les sentiments de Daisuke à l'égard de cette fille sont désintéressés, jusqu'au jour où il entendra par accident la confession de Aikawa dans une chapelle abandonnée: Hinako a été abusée sexuellement par son beau-père, puis finalement abandonnée pour l'adoption.
Dès lors, Daisuke développera de la compassion pour Hinako, ce qui donnera naissance à de l'amitié entre les deux, ce qui attisera la jalousie de beaucoup de monde.

## Personnages
Daisuke Suwa (諏訪大介, Suwa Daisuke)
Hinako Aikawa (藍川雛子, Aikawa Hinako)
Kazuki Ibuse (井伏香月, Ibuse Kazuki)
Yuzu Yamamoto (山本柚, Yamamoto Yuzu)
Izumi Suwa (諏訪和泉, Suwa Izumi)
Yamamoto (山本, Yamamoto)
Nagashima (長嶋, Nagashima)

## Liste des volumes
| no | Japonais        | Japonais          | Français         | Français          |
| no | Date de sortie  | ISBN              | Date de sortie   | ISBN              |
| --- | --------------- | ----------------- | ---------------- | ----------------- |
| 1 | 25 avril 2006   | 978-4-7575-1674-8 | 12 novembre 2009 | 978-2-35592-062-2 |
| Liste des chapitres : - Ch. 1 : Sa confession (あのコの懺悔, Ano Ko no Sange) - Ch. 2 : Sa cicatrice (あのコの傷, Ano Ko no Kizu) - Ch. 3 : Son sourire (あのコが笑えば, Ano Ko ga Waraeba) - Ch. 4 : Quelqu'un de particulier (特別なあの, Tokubetsu na ano Koコ) - Ch. 5 : Je t'aime (あのコに変して, Ano ko ni Hen-shite) - Ch. 6 : Si loin (遠いあのコ, Tooi ano Ko) - Ch. 7 : Si proche (近いあのコ, Chikai ano Ko) - Ch. 8 : La marque qu'elle m'a laissée (あのコの跡, Ano Ko no Ato)                                                                                               |                 |                   |                  |                   |
| 2 | 25 janvier 2007 | 978-4-7575-1916-9 | 28 janvier 2010  | 978-2-35592-123-0 |
| Liste des chapitres : - Ch. 9 : Si c'est pour son bien (あのコのために, Ano Ko no tame ni) - Ch. 10 : Son cauchemar (あのコの悪夢, Ano Ko no Akumu) - Ch. 11 : Le drame de sa vie (あのコの悲劇, Ano Ko no Higeki) - Ch. 12 : L'horreur (あのコの惨劇, Ano Ko no Sangeki) - Ch. 13 : Je te souhaite bonne nuit (あのコにおやすみ, Ano Ko ni Oyasumi) - Ch. 14 : Son souhait (あのコのお願い, Ano Ko no Onegai) - Ch. 15 : Un sentiment naissant (あのコの気持ち, Ano Ko no Kimochi) - Ch. 16 : Une rencontre inopinée (はちあわせのあのコ, Hachiawase no ano Ko)                           |                 |                   |                  |                   |
| 3 | 25 août 2007    | 978-4-7575-2086-8 | 22 avril 2010    | 978-2-35592-149-0 |
| Liste des chapitres : - Ch. 17 : Comme elle (あのコと同じ, Ano Ko to Onaji) - Ch. 18 : Sa douleur (あのコの痛み, Ano Ko no Itami) - Ch. 19 : Son secret (あのコの秘密, Ano Ko no Himitsu) - Ch. 20 : Ses hésitations (迷えるあのコ, Mayoeru ano Ko) - Ch. 21 : Sa décision (あのコの決心, Ano Ko no Kesshin) - Ch. 22 : Le drame (あのコの知らない悲劇, Ano Ko no Shiranai Higeki) - Ch. 23 : L'abîme (あのコにはわからない, Ano Ko ni wa Wakaranai) - Ch. 24 : Douleurs partagées (あのコのよりも, Ano Ko no yori mo)                                                                     |                 |                   |                  |                   |
| 4 | 25 juin 2008    | 978-4-7575-2315-9 | 26 août 2010     | 978-2-35592-192-6 |
| Liste des chapitres : - Ch. 25 : Révélation (さらけだした あの, Sarakedashita ano Koコ) - Ch. 26 : Comme dans un rêve (夢であのコに, Yume de ano Ko ni) - Ch. 27 : Sa raison d'aller de l'avant (あのコの一歩, Ano Ko no Ippo) - Ch. 28 : Et pourtant, je l'aime (それでもあのコが好き, Sore demo ano Ko ga Suki) - Ch. 29 : Au bord du précipice (嘆きのあのコ, Nageki no ano Ko) - Ch. 30 : Je te protegerai (あのコのを守る方法, Ano Ko no wo Mamoru Hōhō) - Ch. 31 : Son choix (それがあのコの答え, Sore ga ano Ko no Kotae) - Ch. 32 : Elle et moi (あのコとおれと, Ano Ko to Ore to) |                 |                   |                  |                   |

### Édition japonaise
Square Enix
1. 1 2  (ja) « Tome 1 »
2. 1 2  (ja) « Tome 4 »

### Édition française
Ki-oon
1. 1 2  « Tome 1 »
2. 1 2  « Tome 2 »
3. 1 2  « Tome 3 »
4. 1 2  « Tome 4 »